# Argiver
Argiver (Argaver) var under antiken de invånare som bodde i landskapet Argolis eller staden Argos. Det var också det namn som  Homeros använde när han beskrev grekerna som belägrade Troja i Iliaden.